# José António Simões Raposo Júnior

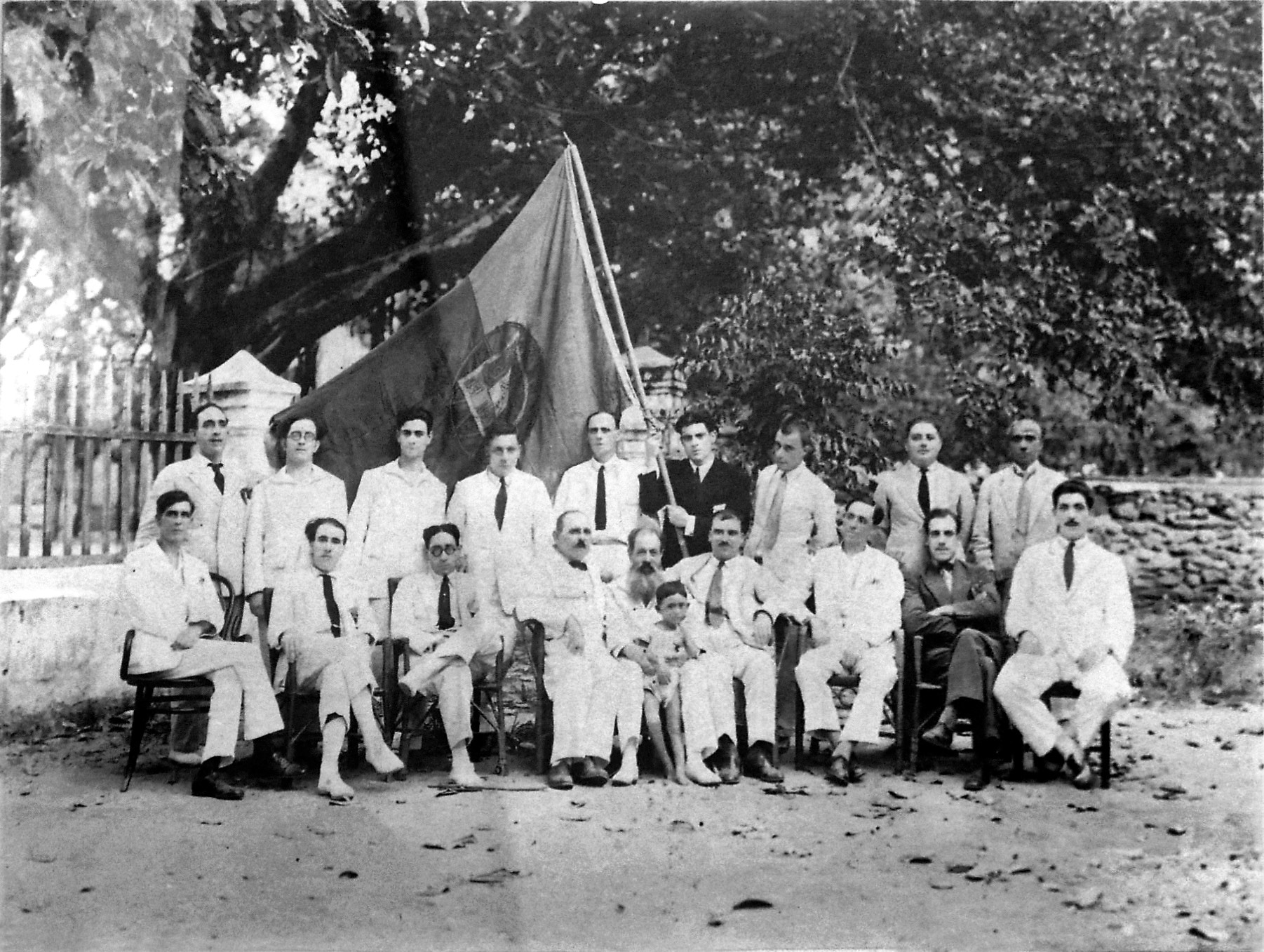
Júnior (com criança ao colo) em Timor com outros deportados

José António Simões Raposo Júnior (Lisboa, 22 de Julho de 1875 — Lisboa, 8 de Julho de 1948) foi um professor da Casa Pia de Lisboa, político republicano e democrata, deputado ao Congresso da República e um dos mais destacados opositores ao sidonismo e à Ditadura Nacional. Foi um destacado dirigente da Maçonaria, tendo desempenhado um papel relevante na organização da revolução de 5 de Outubro de 1910.

## Biografia
Nasceu em Lisboa, filho de José António Simões Raposo, pedagogo e professor na Casa Pia de Lisboa. Seguiu a profissão do pai e aos 18 anos de idade, a 16 de Dezembro de 1893, foi nomeado professor da Casa Pia. 
Interessou-se desde cedo pela política, aderindo ao ideário republicano, sendo já republicano de data anterior a 1893, pois a propósito da sua nomeação para professor da Casa Pia afirmou «sendo já republicano». Em 1899 foi candidato republicano a deputado pelo círculo de Lisboa, publicando um manifesto no qual se afirma «liberal e independente» sem pertencer «a partidos».
Foi membro da Maçonaria ingressando na Loja Solidariedade, e com o nome «Castilho» ou «Catão». Quando em assembleia geral do Grande Oriente Lusitano, realizada a 14 de Junho de 1910, foi constituída uma comissão de resistência maçónica, Simões Raposo foi um dos escolhidos para a integrar. Essa comissão integrava António Maria da Silva, como representante do Directório do Partido Republicano Português (P.R.P.) e da Carbonária, tendo este aceitado o convite «após uma entrevista com Simões Raposo, que teve lugar no Café Martinho», o que mostra a sua importância no processo.
A comissão de resistência maçónica funcionou como órgão de planeamento do movimento revolucionário, sendo instrumental na preparação da revolução que eclodiria 3 para 4 de Outubro de 1910. Nela Simões Raposo exerceu um «papel de primeiro plano na preparação revolucionária do movimento republicano, triunfante e iniciado no dia 5 de Outubro de 1910 para o qual trabalhou com êxito», sendo-lhe atribuída a ideia da utilização na sublevação de grupos civis armados, organizados pela Carbonária, os quais se revelaram um importante contributo para a vitória republicana.
Implantada a República Portuguesa, Simões Raposo, então com 35 anos de idade, a 28 de Maio de 1911 foi eleito deputado à Assembleia Nacional Constituinte pelo círculo eleitoral de São Tomé e Príncipe. Entretanto, fruto da relação de amizade que manteve com António José de Almeida, foi nomeado seu secretário particular no Ministério do Interior do Governo Provisório da República Portuguesa,funções que exerceu até à dissolução do governo. Essa mesma amizade levou a que aderisse ao Partido Republicano Evolucionista quando este foi criado em Fevereiro de 1912, sendo aí também secretário de António José de Almeida.
A sua actividade política levou a que fosse eleito deputado ao Congresso da República pelo círculo eleitoral de Lisboa nas eleições legislativas de 1915, mantendo ao tempo as suas funções como professor da Casa Pia de Lisboa.
Quando em Dezembro de 1917 um golpe de estado levou à ditadura de Sidónio Pais, Simões Raposo foi um dos opositores públicos do sidonismo e da suspensão da Constituição da República Portuguesa de 1911 então de facto operada. Em consequência esteve preso durante 98 dias, após a qual destaca «fui para minha casa e só voltei à política quando eclodiu o 28 de Maio». Nesse período dedicou-se a tempo inteiro ao ensino na Casa Pia, revelando-se um «professor ilustre» e figura maior do ensino popular.
Implantada a Ditadura Nacional, Simões Raposo voltou à actividade política, revelando-se um dos mais consequentes opositores do regime saído do golpe de 28 de Maio de 1926. Esteve ligado ao reviralhismo e aos diversos movimentos oposicionistas que tentaram por diversos meios restaurar a Primeira República Portuguesa.
Manteve uma estreita amizade com António José de Almeida, cuja morte em 1929 foi para Simões Raposo um rude golpe. Prova dessa amizade foi ter sido escolhido para depositário do manuscrito Pela Verdade, que António José de Almeida lhe confiou para entregar a sua filha quando esta tivesse 18 anos, o que cumpriu em 27 de Dezembro de 1929. Essa mesma amizade coloca Simões Raposo no centro das comemorações do 1.º aniversário da morte de António José de Almeida, em Outubro de 1930, tendo pronunciado uma conferência na Associação do Registo Civil e Livre-Pensamento e participado na iniciativa de edificação do monumento a António José de Almeida.
Em 1931 foi um dos fundadores da Aliança Republicana e Socialista, organização de que foi eleito secretário. Em consequência foi detido no Aljube e objecto de um processo disciplinar visando a sua expulsão do ensino. Num processo, em que o próprio inspector reconhece como insuficientes os elementos e ser assunto de natureza política, Simões Raposo assumiu as suas responsabilidades, «se bem que declara não ter ouvido, na sessão a que presidiu, ataques directos à Ditadura». Em carta datada de 20 de Julho de 1931, dirigida ao Ministro do Interior,  Simões Raposo revela uma extraordinária verticalidade afirmando que se conformara «com os ataques à ditadura e à sua obra», afirmando «sou, sempre fui e serei adversário intransigente da ditadura» e que em relação aos ataques à ditadura os «ouviria com o maior agrado e os teria aplaudido, que mais não fosse, de mim para mim». Termina a missiva afirmando «Estou na Republica porque defendo princípios que a razão me impõe. E desde que há incompatibilidade não hesito. Cidadão ou professor? Perguntam-me? Respondo: - Cidadão. V. Ex.ª não tem que hesitar: - demitir-me; é mais do que o seu direito, é o seu dever, já que, perante a História, assumiu a tremenda responsabilidade de ser ditador. O futuro nos julgará».
O processo culminou na expulsão da função pública e no degredo para o Timor Português, onde permaneceu entre 1931 e 1933. Autorizado a regressar a Lisboa, impedido de retomar as funções de professor da Casa Pia de Lisboa, a que estivera ligado durante 38 anos, empregou-se nos serviços escolares da Voz do Operário e foi funcionário da Companhia de Seguros Tagus. Manteve ligação aos meios republicanos e maçónicos, colaborando com a Voz do Operário nas suas iniciativas e proferindo conferências em instituições como a Sociedade Filarmónica Incrível Almadense e o Centro Escolar Republicano Dr. Alberto Costa.
O seu apego aos valores democráticos levou a que durante a Segunda Guerra Mundial fosse um entusiástico propagandista da causa dos Aliados, que «considerava a causa da Democracia». 
Faleceu a 8 de Julho de 1948, sendo inumado no Cemitério da Ajuda. O seu funeral atraiu milhares de pessoas, entre as quais muitos republicanos, em especial personalidade ligadas aos Centros Escolares Republicanos e ao extinto Partido Evolucionista, tendo-se gritado um  «Viva a República». Nos anos seguintes o aniversário da sua morte foi notícia no República, que ainda 22 anos depois, na sua edição de 7 de Julho de 1970, lembrava o seu desaparecimento referindo-o como «Liberal e romântico, recitando Hugo e sabendo de cor páginas inteiras de Louis Blanc, vivendo a paixão do seu ideal - que nunca, um só momento, renegou».
Deixou uma interessante colectânea de documentos, compilados e anotados, representativos do quadro conspirativo da época e de importância para a compreensão do movimento de 5 de Outubro de 1910.
Foi casado com a pedagoga e feminista Luísa Emília Seixo Robertes e pai do cientista Luís Robertes Simões Raposo, ambos figuras marcantes. Casou em segundas núpcias a seis de Dezembro de 192, em Belém, com Maria Amélia d´óliveira Ferraz Bravo, nascida a 2 de Maio de 1872, Santa Catarina, e falecida a 15 de abril de 1963, pianista e compositora, viuva de Jerónimo da Costa Bravo.